# Bandurivka, Oleksandria
Bandurivka (în ucraineană Бандурівка) este localitatea de reședință a comunei Bandurivka din raionul Oleksandria, regiunea Kirovohrad, Ucraina.

## Demografie
Componența lingvistică a localității Bandurivka
     Ucraineană (96,25%)
     Rusă (3,31%)
     Alte limbi (0,43%)
Conform recensământului din 2001, majoritatea populației localității Bandurivka era vorbitoare de ucraineană (96,25%), existând în minoritate și vorbitori de rusă (3,31%).